# (38679) 2000 QX
2000 كيو أكس (ويعرف أيضًا باسم (38679) 2000 كيو أكس وفق تسمية الكوكب الصغير) (بالإنجليزية: 2000 QX)‏ هو كويكب ضمن حزام الكويكبات؛ وترتيبه 38679 من حيث الاكتشاف.
اكتُشف هذا الجُرم الفلكي بواسطة Stefano Sposetti ‏ في 22 أغسطس 2000.

## وصلات خارجية
- (38679) 2000 QX في قاعدة بيانات مختبر الدفع النفاث لأجرام النظام الشمسي الصغيرة

- الاكتشاف · مخطط المدار ·  العناصر المدارية · المعلمات المادية

- (38679) 2000 QX على موقع ويكي سكاي: DSS2, SDSS, GALEX, IRAS, Hydrogen α, X-Ray, Astrophoto, Sky Map, Articles and images